# Bicyclus dubia
Bicyclus dubia je leptir iz porodice šarenaca. Živi u Kamerunu, Srednjoafričkoj Republici, južnom dijelu DR Kongo, zapadnoj Ugandi, sjeverozapadnoj Tanzaniji i sjeverozapadnoj Zambiji. Stanište se sastoji od močvarnih i riječnih šuma.
Odrasle leptire privlače fermentirane banane.
Ličinke se hrane travama.